# Hideo Yoshizawa
Hideo Yoshizawa (吉澤 英生 Yoshizawa Hideo?, nacido el 10 de noviembre de 1971 en Maebashi, Gunma) es un exfutbolista y actual entrenador japonés que se desempeñaba como defensa.

## Clubes

### Como futbolista
| Club     | País  | Año         |
| -------- | ----- | ----------- |
| Honda FC | Japón | 1991 - 2001 |

### Como entrenador
| Club                | País  | Año         |
| ------------------- | ----- | ----------- |
| Honda FC            | Japón | 2005 - 2006 |
| FC Ryukyu           | Japón | 2007        |
| Matsumoto Yamaga FC | Japón | 2008 - 2011 |
| Gainare Tottori     | Japón | 2012        |